# Pan-Pot
Pan-Pot es el nombre del dúo de música techno con origen en Berlín, Alemania. Lo conforman los DJ's y productores musicales alemanes Tassilo Ippenberger y Thomas Benedix.
Desde su aparición en 2005, Pan-Pot ha establecido su presencia en la escena techno moderna, alcanzando popularidad con el lanzamiento de su álbum debut, "Pan-O-Rama", publicado con la discográfica Mobilee.
Su repertorio se define como música underground independiente de géneros específicos, que abarca principalmente el techno y el house, al tiempo que incluye elementos experimentales e influencias IDM.
Al dúo se le atribuye la producción de diferentes sets en vivo combinados con voces que se describen como reveladores de una comprensión profunda de las necesidades de la pista de baile de clubes y festivales.

## Historia
Tassilo y Thomas se conocieron en 2003 en el Instituto SAE de Berlín donde estudiaron ingeniería de sonido. Allí, los dos productores completaron sus estudios en diseño y producción de sonido, lo que les ayudó a definir la estética sonora de Pan-Pot cuando comenzaron a producir música juntos.
En 2005, el dúo contrató a Anja Schneider para uno de sus eventos, lo que casualmente les dio la oportunidad de establecer una conexión favorable con su discográfica, Mobilee. Después de unas semanas, la discográfica lanzó su segundo lanzamiento, que fue el debut oficial de Pan-Pot, "Copy and Paste".  Desde entonces, se ha lanzado un flujo constante de pistas y remixes en Mobilee y Einmaleins Musik.
El momento decisivo de la carrera de Pan-Pot llegó en 2007, con el lanzamiento de su álbum debut como artista, "Pan-O-Rama".  Pistas como "Charly" y "Captain My Captain" se convirtieron en éxitos, lo que hizo que los artistas fueran conocidos por su mezcla de techno y house melódico y sencillo.
En 2014, Pan-Pot fundó la discográfica Second State, fichando a Amelie Lens y entrando en un nuevo capítulo de su carrera.

## Discografía

### Álbumes y EPs
- Maffia – (Einmaleins Musik, 2004)
- Popy & Caste – (Mobilee, 2005)
- Obscenity – (Mobilee, 2005)
- Pious Sin – (Einmaleins Musik, 2006)
- Black Lodge – (Mobilee, 2006)
- What Is What – (Mobilee, 2007)
- Charly – (Mobilee, 2007)
- Pan-O-Rama – (Mobilee, 2007)
- Lost Tracks – (Mobilee, 2008)
- Confronted – (Mobilee, 2009)
- Confronted (The Remixes) – (Mobilee, 2009)
- Captain My Captain – (Mobilee, 2010)
- Captain My Captain Remixes – (Mobilee, 2011)
- Gravity – (Mobilee, 2012)
- White Fiction – (Mobilee, 2012)
- Mobilee Back to Back Vol.6, Presented by Pan-Pot (Mobilee, 2012)
- The Mirror - (Mobilee, 2013)
- Cells - (Second State Audio, 2014)
- Grey Matter - (Second State Audio, 2014)
- Watergate Compilation 17 - (Watergate Records, 2014)
- Conductor - (Watergate Records, 2014)
- The Other - (Second State Audio, 2015)
- The Other Remixes - (Second State Audio, 2015)

### Remixes
- Mathias Schaffhäuser – "Lost Vox" (2005)
- Enliven Deep Acoustics – "Over" (2006)
- Misc. – "Frequenzträger" (2006)
- Anja Schneider [de] & Sebo K – "Rancho Relaxo" (2006)
- Feldah & Koba – "Is Klar" (2006)
- Sweet 'n Candy – "Scrollmops" (2007)
- Damian Schwartz – "Verde Confetti" (2007)
- Tim Xavier – "Deception De Real" (2007)
- Dapayk Solo – "Hagen" (2007)
- Andomat 3000 feat. F.L.O – "Quarzy" (2008)
- Funzion – "Helado en Globos" (2008)
- Anja Schneider – "Mole" (2008)
- Asem Shama – "Kabuki" (2008)
- Brian Ffar – "Billy Bought a Laser" (2009)
- Sian – "Skeleton" (2009)
- Andre Winter – "Dogma" (2009)
- Sebrok – "The Most Dangerous Game!" (2009)
- Pascal Mollin – "The Elephant" (2009)
- Phil Kieran – "Blood of Barcelona" (2010)
- Slam – "Room 2" (2010)
- Dapayk & Padberg – "Sugar" (2010)
- Dustin Zahn & Joel Mull – "Bossa Nossa" (2010)
- Booka Shade – "Regenerate" (2010)
- Marc Romboy vs Stephan Bodzin – "Phobos" (2011)
- Nicone feat. Narra – "Caje" (2011)
- Slam – "Lifetimes (Pan-Pot Remixes)" (2011)
- Kiki & Marco Resmann – "Beggin' for the Heat" (2012)
- Format:B – "Liquid" (2012)
- Simina Grigoriu featuring MAMA – "Kokopelli" (2013)
- Martin Eyerer - "The Cake" (2013)
- Stephan Bodzin - "Zulu" (2015)